# Verena Konrad
Verena Konrad (* 1979 in Wels) ist eine österreichische Kunst- und Architekturhistorikerin, Kuratorin und Kulturmanagerin. Seit 2013 leitet sie als Direktorin und Geschäftsführerin das Vorarlberger Architektur Institut in Dornbirn.

## Leben
Verena Konrad wurde 1979 in Oberösterreich geboren. Ihre Kindheit verbrachte sie in Aschach an der Donau und ging in Linz zur Schule. Sie studierte Kunstgeschichte, Geschichte und katholische Theologie an der Universität Innsbruck und promovierte an der Philosophisch-Historischen Fakultät im Fach Neueste Kunstgeschichte. 

## Arbeit und Wirken
Nach Abschluss des Diplomstudiums begann Verena Konrad parallel zur Arbeit an ihrer Dissertation als freie Kunsthistorikerin zu arbeiten. Sie verfasste zahlreiche Texte zu Kunst und Architektur in Katalogen, Zeitschriften und für verschiedene Zeitungen. In den Jahren 2004 und 2005 leitete sie die Premierentage, einen Kunstparcours in Innsbruck. 2007 arbeitete sie im Team der Galerie im Taxispalais und 2011/12 als Kuratorin im Team der Kunsthalle Wien. Sie lehrte an der Universität für künstlerische und industrielle Gestaltung Linz und der Universität Innsbruck.
Seit 2013 leitet Verena Konrad das Vorarlberger Architektur Institut.
Im April 2017 wurde Verena Konrad von Kulturminister Thomas Drozda zur Kommissärin des österreichischen Beitrags für die Architekturbiennale in Venedig ernannt, den sie auch als Kuratorin gestaltete. Zusammen mit LAAC Architekten, Henke Schreieck Architekten und Sagmeister&Walsh entwickelte sie den Ausstellungsbeitrag „Thoughts Form Matter“.
Verena Konrad ist/war Mitglied in zahlreichen Beratungsgremien. Sie war Mitglied der Kunstkommission des Landes Vorarlberg, die die Vorarlberger Kulturpolitik im Bereich der Förderungen für bildende und angewandte Kunst, Fotografie und Architektur berät, sowie Mitglied des Raumplanungsbeirates des Landes Vorarlberg. Seit 2022 ist sie Teil der Kommission für Kunst am Bau des Landes Vorarlberg und Mitglied im Kulturbeirat des Landes Vorarlberg. Sie vertrat zudem bis 2023 das Land Vorarlberg im Beirat für Baukultur, zugeordnet dem Bundesministerium für Kunst, Kultur, öffentlicher Dienst und Sport und wurde kürzlich vom Bundesministerium für Kunst, Kultur, Öffentlicher Dienst und Sport in die Jury „Klimafitte Kulturbetriebe“ bestellt. Seit 2023 engagiert sich die Kunst- und Architekturhistorikerin zudem im Beirat von BASEhabitat, einem Master-Studiengang der Kunstuniversität Linz mit Fokus auf ökologisches Bauen mit Lehm und Projekte im globalen Süden. Seit 2025 arbeitet sie auf Einladung der Rektorin der Universität Innsbruck im Beirat des Archivs für Bau.Kunst.Geschichte mit.
Verena Konrad hat eine Stimme im Vorstand des Energieinstitut Vorarlberg (mit Unterbrechungen seit 2013) sowie als Universitätsrätin der Universität Liechtenstein in zweiter Mandatsperiode.
Von März bis August 2025 lehrt Verena Konrad als Gastprofessorin im future.lab der Technischen Universität Wien.

## Publikationen

### Texte
- Land-Stadt Vorarlberg, in: Architektur in Vorarlberg. Porträt einer regionalen Baukultur, gemeinsam mit Sandra Hofmeister, München 2024, S. 74–79.
- Das Handwerk, die Industrie und die Baukultur, in: Architektur in Vorarlberg. Porträt einer regionalen Baukultur, gemeinsam mit Sandra Hofmeister, München 2024, S. 226–233.
- Landschaft, Ressourcen, Baukunst. Vorwort zu Architektur in Vorarlberg. Porträt einer regionalen Baukultur, gemeinsam mit Sandra Hofmeister, München 2024, S. 8–11.
- Gestaltung als Haltung. Lehren aus Ulm, in: Heinz Wäger. Einblick in 60 Jahre Gestaltung. Architektur, Design, Objekt, hrsg. QuadrART Dornbirn, vm Vorarlberg Museum und vai Vorarlberger Architektur Institut, Verlag für moderne Kunst, Wien 2023, 54–68.
- Die Welt-Raum-Perspektive, Katalogbeitrag, in: HAUS-RUCKER-CO: ATEMZONEN. Der Vorlass Zamp Kelp. Bd. 1: Chronologisch sortiertes Werkverzeichnis und Biografie / Bd. 2: Vorworte, Werkabbildungen, teilweise mit ergänzenden Erläuterungen & Texten. Hrsg. von Hemma Schmutz. Beitr. von Ludwig Engel, Verena Konrad & Karin Wilhelm. 2 Tle. Köln 2023, ISBN 978-3-7533-0441-0
- mit Wolfgang Fiel, Oliver Heinzle: Bauerbe Lustenauer Stickerhäuser – eine Bestandsaufnahme. Katalog zur Ausstellung des Historischen Archivs der Marktgemeinde Lustenau im DOCK 20 - Kunstraum und Sammlung Hollenstein, Herausgegeben von der Marktgemeinde Lustenau, edition V, Bregenz 2021, ISBN 978-3-903240-99-5.
- Potenzierte Wirklichkeit. Der Zirkus ist überall, in: Parallelwelt Zirkus, Ausstellungskatalog der Kunsthalle Wien, Verlag für moderne Kunst, Nürnberg 2012, ISBN 978-3-86984-317-9, S. 22–32.

### Herausgeberschaft
- Sandra Hofmeister, Verena Konrad (Hrsg.): Architektur in Vorarlberg. Porträt einer regionalen Baukultur, mit Texten von Eva Lingg-Grabher und Nicola Hilti, Christian Kühn, Verena Konrad, Sandra Hofmeister, Marina Hämmerle u. a., Edition Detail, erscheint im Oktober 2024.
- Heinz Wäger. Einblick in 60 Jahre Gestaltung. Architektur, Design, Objekt, hrsg. QuadrART Dornbirn (Erhard Witzel), vom Vorarlberg Museum (Ute Denkenberger) und vai Vorarlberger Architektur Institut (Verena Konrad), Verlag für moderne Kunst, Wien 2023.
- Liber Amicorum für Thomas Jakoubek, hrsg. von Verena Konrad, mit Beiträgen von Elfie Semotan, Erwin Wurm, Carl Pruscha, Wolf D. Prix, Christian Kühn, Anna Heindl, Manfred Wakolbinger, Roman Delugan und Elke Delugan-Meissl u. v. a., Edition Breitenstein, Lochau 2023.
- Siegrun Appelt. Le Courbusier Ronchamp, Verlag Scheidegger & Spiess, Zürich 2022, ISBN 978-3-85881-695-5.
- Claudia Larcher – Rooms. Edition dieangewandte, de Gruyter, Berlin 2019, ISBN 978-3-11-063214-9.
- Thoughts Form Matter. Katalog zum österreichischen Beitrag der Architekturbiennale Venedig 2018, Park Books, Zürich 2018, ISBN 978-3-03860-116-6.
- Parallelwelt Zirkus. Ausstellungskatalog der Kunsthalle Wien, Verlag für moderne Kunst, Nürnberg 2012, ISBN 978-3-86984-317-9.
- mit Andrea Fink: Radikale Gesten. Performances und Demontagen. Ausstellungskatalog FLATZ Museum, Verlag Skarabäus, Innsbruck 2011, ISBN 978-3-7082-3297-3.